# 胡帕里
胡帕里（Hupari），是印度马哈拉施特拉邦Kolhapur县的一个城镇。总人口28229（2001年）。

## 人口
该地2001年总人口28229人，其中男性14501人，女性13728人；0—6岁人口3518人，其中男1908人，女1610人；识字率69.57%，其中男性为76.38%，女性为62.37%。